# Commissione per i testi di lingua
La Commissione per i testi di lingua è un'associazione fondata a Bologna nel 1860 da Luigi Carlo Farini e Antonio Montanari, rispettivamente governatore e ministro della Pubblica istruzione delle Provincie dell'Emilia-Romagna, col fine di pubblicare le opere degli scrittori italiani delle origini.

## Storia
Il primo presidente fu Francesco Zambrini, cui succedettero Giosuè Carducci, Olindo Guerrini e Giuseppe Albini. Soppressa come ente di interesse nazionale nel 1923 da Giovanni Gentile, fu sostenuta dal Comune di Bologna e presieduta da Carlo Calcaterra. Nel 1953, con la presidenza di Raffaele Spongano, ripresero le pubblicazioni di testi e venne fondata, come supporto storico e critico alle edizioni, la rivista «Studi e problemi di critica testuale». Nel 1986 la presidenza passò a Emilio Pasquini, cui succedette nel 2014 Paola Vecchi. Ebbe tra i suoi soci personalità quali Alessandro D'Ancona, Domenico Comparetti, Pio Rajna, Ernesto Monaci e, più di recente, Domenico De Robertis, Aurelio Roncaglia, Giovanni Nencioni, Ezio Raimondi, D'Arco Silvio Avalle, Cesare Segre, Girolamo Arnaldi, Andrea Battistini, Maurizio Vitale, Roberto Antonelli, Gian Mario Anselmi.

## Pubblicazioni
L'attività editoriale della Commissione si è articolata in due collane: la Collezione di opere inedite o rare dei primi tre secoli della lingua e la 
Scelta di curiosità letterarie inedite o rare dal secolo XIII al XIX. Le edizioni critiche ebbero la cura di filologi quali Filippo Luigi Polidori, Salvatore Bongi, Pietro Fanfani, Isidoro Del Lungo, Franco Gaeta,  Luigi Firpo, Giorgio Petrocchi, Piero Camporesi, Maria Corti, Santorre Debenedetti.